# Johnson Village
Johnson Village – jednostka osadnicza w Stanach Zjednoczonych, w stanie Kolorado, w hrabstwie Chaffee.